# John Domingue
John Domingue (1961) è un informatico statunitense, direttore aggiunto del Knowledge Media Institute presso la Open University di Milton Keynes .
Il suo ambito di ricerca è l'applicazione delle tecnologie semantiche per l'automazione e la gestione del web service. È autore di più di 200 pubblicazioni nelle aree dell'intelligenza artificiale e del web.
È stato il direttore scientifico del progetto SOA4All e ha lavorato in numerosi altri progetti di ricerca.
Il professor Domingue è anche il presidente del Comitato direttivo per le conferenze della serie European Semantic Web Conference e membro del Comitato direttivo per gli eventi della serie Future Internet Symposium.
Coordina il gruppo di lavoro "Future Internet Service Offer" all'interno della Future Internet Assembly.
Domingue fa anche parte della redazione editoriale del Journal of Web Semantics.